# Sundance Film Festival 2006
Il Sundance Film Festival 2006 si è svolto a Park City, Utah, dal 19 gennaio al 29 gennaio 2006.

## Film in concorso
Elenco dei film in competizione e vincitori dei premi non competitivi. In grassetto i vincitori.

### U.S. Dramatic
- Non è peccato - La Quinceañera (Quinceañera), regia di Richard Glatzer e Wash Westmoreland
- Guida per riconoscere i tuoi santi, regia di Dito Montiel
- Come Early Morning, regia di Joey Lauren Adams
- Flannel Pajamas, regia di Jeff Lipsky
- Forgiven, regia di Paul Fitzgerald
- Half Nelson, regia di Ryan Fleck
- In Between Days, regia di So Yong Kim
- Puccini for Beginners, regia di Maria Maggenti
- Right at Your Door, regia di Chris Gorak
- SherryBaby, regia di Laurie Collyer
- Somebodies, regia di Hadjii
- Sleeping Dogs Lie, regia di Bobcat Goldthwait
- Steel City, regia di Brian Jun
- Stephanie Daley, regia di Hilary Brougher
- The Hawk Is Dying, regia di Julian Goldberger
- Wristcutters: A Love Story, regia di Goran Dukic

### U.S. Documentary
- God Grew Tired of Us, regia di Christopher Dillon Quinn
- 'Tis Autumn: The Search for Jackie Paris, regia di Raymond De Felitta
- A Lion in the House, regia di Steven Bognar e Julia Reichert
- American Blackout, regia di Ian Inaba
- An Unreasonable Man, regia di Henriette Mantel e Steve Skrovan
- Crossing Arizona, regia di Joseph Mathew
- Iraq in Fragments, regia di James Longley
- Small Town Gay Bar, regia di Malcolm Ingram
- So Much So Fast, regia di Steven Ascher e Jeanne Jordan
- The Ground Truth, regia di Patricia Foulkrod
- The Trials of Darryl Hunt, regia di Ricki Stern e Anne Sundberg
- The World According to Sesame Street, regia di Linda Goldstein Knowlton e Linda Hawkins
- Thin, regia di Lauren Greenfield
- TV Junkie, regia di Michael Cain e Matt Radecki
- Wide Awake, regia di Alan Berliner
- Wordplay, regia di Patrick Creadon

### World Cinema Dramatic
- 13 Tzameti, regia di Géla Babluani
- Allegro, regia di Christoffer Boe
- The Blossoming of Maximo Oliveros, regia di Auraeus Solito
- House of Sand, regia di Andrucha Waddington
- Kiss Me Not on the Eyes, regia di Jocelyn Saab
- The Aura, regia di Fabián Bielinsky
- Eve and the Fire Horse, regia di Julia Kwan
- Grbavica: The Land of My Dreams, regia di Jasmila Žbanić
- Little Red Flowers, regia di Yuan Zhang
- Madeinusa, regia di Claudia Llosa
- No. 2, regia di Toa Fraser
- One Last Dance, regia di Max Makowski
- The Peter Pan Formula, regia di Chang-ho Cho
- Princesas, regia di Fernando León de Aranoa
- Son of Man, regia di Mark Dornford-May
- Only God Knows, regia di Carlos Bolado

### World Cinema Documentary
- In the Pit, regia di Juan Carlos Rulfo
- 5 Days, regia di Yoav Shamir
- Angry Monk: Reflections on Tibet, regia di Luc Schaedler
- Black Gold, regia di Marc Francis e Nick Francis
- By the Ways: A Journey with William Eggleston, regia di Cédric Laty e Vincent Gérard
- The Short Life of José Antonio Gutierrez, regia di Heidi Specogna
- De nadie, regia di Tin Dirdamal
- Dear Pyongyang, regia di Yong-hi Yang
- Into Great Silence, regia di Philip Gröning
- Glastonbury, regia di Julian Temple
- I for India, regia di Sandhya Suri
- Kz, regia di Rex Bloomstein
- Songbirds, regia di Brian Hill
- The Giant Buddhas, regia di Christian Frei
- Unfolding Florence: The Many Lives of Florence Broadhurst, regia di Gillian Armstrong
- Viva Zapatero!, regia di Sabina Guzzanti

### Premi speciali della giuria
- U.S. Dramatic:
  - Robert Downey Jr., Shia LaBeouf, Rosario Dawson, Chazz Palminteri, Dianne Wiest, Channing Tatum con Guida per riconoscere i tuoi santi, regia di Dito Montiel, per il lavoro del cast nell'insieme[1].
  - So Yong Kim e Bradley Rust Gray con In Between Days, "per la visione indipendente"[2].
- U.S. Documentary:
  - American Blackout, regia di Ian Inaba
  - TV Junkie, regia di Michael Cain e Matt Radecki
- World Cinema Dramatic: Eve and the Fire Horse, regia di Julia Kwan
- World Cinema Documentary:
  - Dear Pyongyang, regia di Yong-hi Yang
  - Into Great Silence, regia di Philip Gröning

### Premi per la migliore regia
- U.S. Dramatic: Dito Montiel con Guida per riconoscere i tuoi santi
- U.S. Documentary: James Longley con Iraq in Fragments

### Premi per la migliore fotografia
- U.S. Dramatic: Tom Richmond con Right at Your Door
- U.S. Documentary: James Longley con Iraq in Fragments

### Premi per il migliore montaggio
- U.S. Documentary: Billy McMillin, Fiona Otway e James Longley con Iraq in Fragments

### Premi del pubblico
- U.S. Dramatic: Non è peccato - La Quinceañera (Quinceañera), regia di Richard Glatzer e Wash Westmoreland
- U.S. Documentary: God Grew Tired of Us, regia di Christopher Dillon Quinn
- World Cinema Dramatic: No. 2, regia di Toa Fraser
- World Cinema Documentary: De nadie, regia di Tin Dirdamal

### Premio Waldo Salt miglior sceneggiatura
Hilary Brougher con Stephanie Daley

### Premio Alfred P. Sloan
House of Sand, regia di Andrucha Waddington e Elena Soarez

## La giuria
U.S. Dramatic: Miguel Arteta ( Porto Rico), Terrence Howard ( Stati Uniti), Alan Rudolph ( Stati Uniti), Nancy Schreiber ( Stati Uniti), Audrey Wells ( Stati Uniti)
U.S. Documentary: Joe Bini ( Stati Uniti), Zana Briski ( Inghilterra), Andrew Jarecki ( Stati Uniti), Alexander Payne ( Stati Uniti), Heather Rae ( Stati Uniti)
World Cinema Dramatic: Irene Bignardi ( Italia), Chuan Lu ( Cina), Thomas Vinterberg ( Danimarca)
World Cinema Documentary: Kate Amend ( Stati Uniti), Jean-Xavier de Lestrade ( Francia), Rachel Perkins ( Australia)